# كارل ماريا فون فيبر
كارل ماريا فون فيبر (بالألمانية: Carl Maria von Weber) (مواليد 18/19 نوفمبر 1786 – وفيات 4/5 يونيو 1826)، مؤلف موسيقي ألماني ومايسترو وعازف بيانو وعازف جيتار وناقد. ويعد أحد أهم مؤلفي الموسيقى الأوائل في المدرسة الرومانسية.

## حياته

### فترة الشباب وأول وظائف شغلها
طوال فترة شبابه كان كارل ماريا فون فيبر يؤمن أنه يمكنه تتبع أصوله إلى شخص واحد وهو يوهان بابتست فيبر، الذي نال لقب «نبيل» من فردناند الثاني عام 1622، لكن أول عضو معروف من أسرته هو طحان يدعى هانز جورج فيبر توفي عام 1704، ولقب «فون» أي بارون لم يظهر إلى أنه فيما يبدو أن والده فراننز انطون فيبر منحه لنفسه بهدوء. كانت زوجة فرانز الثانية جينوفيفا برينر تملك خبرة كمطربة وممثلة مما كان له فائدة حين كون فرقة مسرح فيبر. منذ عام 1779 عمل رئيس الفرقة الموسيقية لدى الأمير والقس في لوبيك بإيتين حيث ولد كارل ماريا. لفترة طويلة كان التاريخ مقبول في «السيرة الذاتية» التي كتبها فيبر هو 18 ديسمبر 1786. مع ذلك تاريخ التعميد في لاند سكرش لكارل ماريا فريدريش إرنست فون فيبر مسجل 20 نوفمبر يقترح إما 18 أو 19 كتاريخ الميلاد: لاحقا قبل فيبر بيوم 18، بحماس أكبر كان اليوم يتصادف ميلاد زوجته كارولين. كان طفلا ضعيفا وكانت عظمة الحوض الأيمن لديه تالفة مما تسبب له في عرج دائم، يقال أن فيبر تعلم أول مرة العزف ضمن كواليس الفرقة المسافرة التابعة لوالده. ولم تحقق أول دروسه في الموسيقى نجاحا، فتلقاها من أخيه غير الشقيق فريدولين. حين توقفت الفرقة في هيلدبرجهاوزن، تمكن من تلقي دروس أكثر نظامية من يوهان بيتر هوشكل، ومن ذلك الحين كانت تطوره كموسيقي سريعاً. درس أكثر على يد ميشيل هايدن في زالتسبورغ، وهذه الفترة يعود تاريخ أول عمل له، مجموعة من ستة فوجات صغيرة، استقبلها بترحاب روشليتر في «مجلة الموسيقى العامة». في ميونخ درس على يد يوهان نيبوماك كالشر، كتب ضمن أعمال أخرى أول أوبرا له Die Macht der Liebe und des Weins «قوة الحب والخمر» (مفقودة) والمسودة الأولى لعمله grosse jugendmesse «السوق الكبير للشباب»، في ذلك الوقت اكتسب أيضا معرفة بالدراما الموسيقية والأوبرا الفرنسية في مسرح ميونخ. آملا في تسهيل طباعة موسيقاه، عمل فترة قصيرة على يد مخترع الطباعة الحجرية ألويز سنفلدر، لكن عدم قبول المهنة تجاريا سرعان ما أجبره هو ووالده أن يتخليا عن مشروع الطباعة الحجرية الذي أسساه في فريدبرغ. هناك في فريدبرغ كتب فيبر ثاني أوبرا له Das Waldmädchen «فتاة الغابة»، على نص لمدير فرقة الأوبرا المتجولة، كارل فون شتاينسبرج الذي أداها في 24 نوفمبر 1800. وتصادف تأليف العمل مع حدوث خلاف علني بين فرانز أنطون وقائد الفرقة، والآن يعد العمل مفقود.
وبالعودة خلال شيمنتز وميونخ، وصل فيبر إلى سالزبرج مرة أخرى في نوفمبر 1801. هناك على يد ميشل هايدن، راجع القداس وأكمل ثالث أوبرا له وهي «بيتر شمول وجيرانه» عمل رقم 8، التي أعلن هايدن أنها ألفت ب«كثير من النار والرقة، وبشكل مناسب للنص». تأجلت خطط لإنتاجها في آوغسبورغ، حيث كان يعمل أخو فيبر غير الشقيق، وفقط بعد المزيد من الرحلات، تتضمن هامبورغ وأوتين، وكتابة عدد من أعمال صغيرة للبيانو وأغنيات للحفلات الموسيقية، عادت عائلة فيبر إلى آوغسبورغ لإنتاج بيتر شمول على الأرجح في مارس 1803. من آوغسبورغ انتقل فيبر إلى فيينا بنية الدراسة على يد جوزيف هايدن، مع ذلك تأثر بالأب فوجلر، الذي صار طالبا عنده والذي أعد له تدوين غنائي لأوبرا ساموري عمل رقم 39 كما كتب مجموعتين من تنويعات البيانو (الثانية مع أجزاء للكمان والتشيللو) على ألحان من أوبرا فوجلر. عدا هذا ألف أعمال قليلة خلال 9 أشهر تقريبا في فيينا، مفضلا الدراسة باجتهاد ليستوعب الانطباعات الرومانسية (بما في ذلك ولع بالأغنية الشعبية) والسماح بظهور موهبته للغناء بمصاحبة الجيتار الخاص به في الحانات بالمدينة والمناطق المحيطة بها. وبدوره أبهر فوجلر بما يكفي ليحصل على توصية منه، إضافة إلى صديقه الجديد يوهان جانسباشر لوظيفة مدير فرقة موسيقية في بريسلاو حين رفض جانسباشر الترشيح، قبل فيبر، وبعد مقابلة والده مرة أخرى في سالزبرج، وصل إلى برسلاو في 11 يونيو 1804.
ورغم تشجيع الكاتب المسرحي يوهان جوتليب رود، لاقى فيبر معارضة في الحال. ولم يكن قد بلغ سن 18 بعد، استاء منه قائد الأوركسترا، الذي طمع في الوظيفة، وعادى الآخرين بالداخل وخارج المسرح بالبحث عن طبيعة الإصلاحات التي قام بها: تتضمن هذا إعادة تنظيم تخطيط شكل الأوركسترا، وجدول بروفات أكثر تطلبا، ومراجعة برنامج الحفلات ليستبعد الأعمال الضعيفة لكن الشعبية. مع ذلك أيده عدد من الموسيقيين البارزين في المدينة، خاصة عازف الأرغن فردريش فلهيلم بريز، ونالت عروضه الاحترام. كما كتب على نص لرود، بعض مقطوعات من أوبرا «روبزال» بقيت منها ثلاث مقطوعات. جاء نهاية هذا التعيين خلال حادثة معينة. وصل أحد الليالي ليراجع موسيقى «روبزال» وجد بريز احتجاجا من فيبر: كان يشرب في شرود من زجاجة خمر ملئها فرانز انطون بحامض الآزوت فمرض لشهرين ولم يستعيد صوته الغنائي قط، وحين عاد للعمل، وجد أن أعدائه ألغوا كل تصليحاته فاستقال. وخلال أحد الطلاب أمن في خريف 1806 وظيفة كارلسرو أعلى سيسليا التي تقع الآن في بوكوج في بولندا لدى دوق يوجين من فرتمبرج أولز، الذي أسس هناك نوعا من صورة مصغرة من فرساي الرومانسية. الدوق نفسه كان موسيقيا جيدا يعزف الأوبوا، في هذه الفترة التي وصفها لاحقا بالحلم الذهبي، تشجع فيبر على إكمال التأليف الذي أجبر على الرفض في برسلاو. بالنسبة لأوركسترا الدوق كتب سيمفونيتين رقم 50 و 51 التي استبعدت الكلارينت وبها أجزاء أساسية للأوبوا، كما كتب بعض المجموعات من التنويعات والنسخة الأولى لكونشيرتينو الهورن رقم 88. بعد أن ترك كارلسو لأسباب مبهمة عاد بعد وقت قصير إلى برسلاو مغادرا مرة أخرى بسرعة بعد أن تعرف عليه أحد الدائنين وبعد جولة قصيرة لحفل موسيقي في شتوتغارت في 17 يوليو 1807 ليتولى وظيفة سكرتير للودفيج شقيق الدوق.

### من شتوتغارت إلى براج
فرتمجبرج شكلت مملكة نابليون حكمها فريدريش الأخ الأكبر للودفيج الذي كان طاغية فاسد سرعان ما حدث شعور بالبغض المتبادل بينه وبين فيبر، واتصل فيبر الضروري معه غالبا كحامل رسائل توسل من مستخدمه أدّى إلى حدوث صعوبات وفي مناسبة واحدة أدّى إلى سجنه مدة قصيرة في حجرة في قلعة كدعابة سمجة. رغم أنه تمتع ببعض جوانب الحياة الإقطاعية لشتوتغارت، بما في ذلك فرصة للترفيه عن النبلاء في البلاط الأصغر سنا بارتجالاته على البيانو والجيتار وجد حافزا أكبر في صحبة الشعراء والمثقفين في المدينة. هذا تضمن إف سي هايمر، الذي أعاد كتابة كلمات الليبريتو Waldmünchen (مدينة فالدمانشين) كنص جديد للأوبرا سيلفانا عمل رقم 87، والمؤلف الموسيقي فرانز دانزي، الذي كصديق أكبر ومستشار شجعه على مواصلة العمل الشاق في التأليف. الحافز من نوع مختلف جاء من علاقة مع إحدى مطربات السوبرانو في الأوبرا وهي جريتشن لانج، التي كتب لها عددا من الأغنيات 16 إجماليا من تاريخ فترة شتوتغارت لفيبر - كان هناك أيضا التشجيع على كتابة بعض أعمال الثنائي للبيانو أعمال رقم 81-86 من دروس الموسيقى المقدمة لأعضاء من عائلة الدوق، لكن لنفسه، كان بالفعل أثبت نفسه كعازف بيانو ماهر، كتب فقط أربعة أعمال، مجموعة تنويعات عمل 55 والبولونيز العظيم عمل 59 وmomento capriccioso عمل رقم 56 وثلاث حركات ليكمل رباعي البيانو عمل 76 مقطوعة أخرى وهي مجموعة من التنويعات للبيانو والكمان عمل رقم 61، امتدحها بشدة روشيلتز الذي أيضا قدم له النص للكنتاتا der erste ton (اللحن الأول) عمل رقم 58. كما كتب لدانزي الموسيقى التصويرية لإنتاج توراندوت لشيلر عمل رقم 75.
في أبريل 1809 وصل فرانز أنطون دون سابق إنذار. الآن تجاوز 75 سنة، لكن لم يكن متوقع تصرفاته، بدأ يتدخل في شئونه. حدثت كارثة حين استخدم بعض المال الذي كان عهد إلى فيبر من الدوق لودفيج لشراء خيول، ليسوي ديونه الخاصة به. حاول فيبر إنقاذ الموقف بالاقتراض لكن عند التقاضي لاسترجاع القرض القى القبض عليه وسجن في فندق. رفعت عليه عدة تهم، تخلص منها لكن على حساب نفيه من فيرتمبرج. في 26 فبراير 1810 عائلة فيبر أيقظهم ضابط شرطة وقادهم إلى الحدود. بعد أن جعل والده يستقر في مانهايم، في منزل سميه (ليس قريبه) جوتفريد فيبر، وقدم حفل وانتقل إلى هايدلبرغ. هناك رحب به عازف التشيللو ألكسندر فون داتش وبفضل رسائل تقديم من دانزي أحرز تقدم جيد في البلدة حتى تورط في شغب طلابي أجبره على العودة إلى مانهايم. قدم حفلات لجمع المال ليسوي ديون شتوتغارت بما فيها واحدة عرض فيها أول مرة «اللحن الأول» لكن لم يكتب الكثير بعد البداية في كتابة كونشرتو البيانو الأول عمل 98، كما قضى وقتا كبيرا مع جوتفريد وداتش في النقاش والنقد المتبادل والغناء وعزف الأغنيات الشعبية. مع ذلك سرعان ما شعر بالحاجة إلى الانتقال إلى دارمستاد حيث كان يحيا فوجلر ويدرس لمجموعة من الطلاب الذين تضمنوا ليس فقط جانسباشر لكن أيضا جاكوب بير (مايربير). أعد فوجلر عدة حفلات له وبعضها قاموا به معا إضافة إلى مواصلة التدريس.

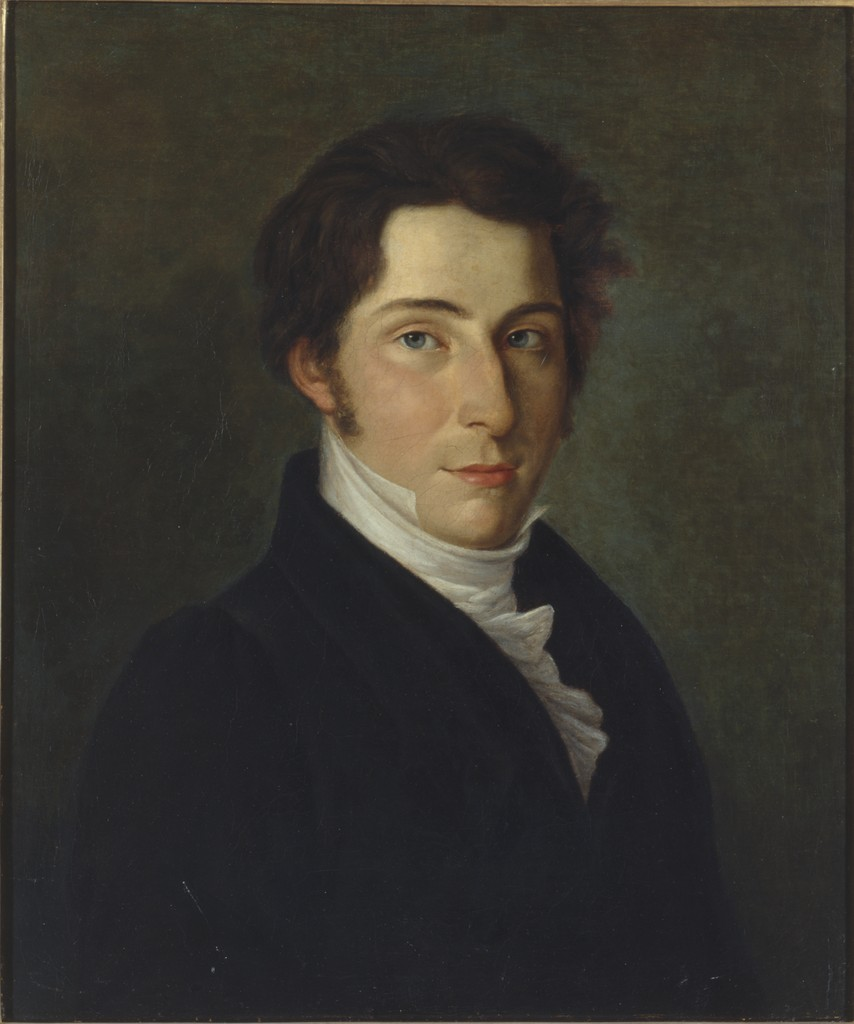
لوحة لكارل ماريا فون فيبر

رغم أن هذه لم تكن فترة خصبة للتأليف كانت هامة لتطور فيبر في المستقبل. كان عمره 23 رغم ضآلته ونحافته وعرجه في المظهر كان يملك حيوية وسحر في الأسلوب أبهر أصدقائه، وطلاقة وفصاحة مالت لتجعل يسيطر على المجموعة. كان يستقبل بتهذيب الانطباعات الرومانسية والأدبية والتصويرية وكذلك الموسيقية، وفي هذا الوقت اخترع من عدة ألحان استوعبها في جولاته بنغمات كانت تتكرر لاحقا في موسيقاه. أيضا انبهر باكتشافه قصة الفرايشوتز التي خطط لها في الحال أوبرا مع مؤلف الكلمات «داش» لكن ضغط العمل منع «داش» عن إكمال العمل، بالتالي اجل المشروع حتى كانت قدرات فيبر مساوية للمهمة. في دارمشتات أيضا كتب نقد، وأسس جماعة للدعاية لموسيقى أعضائها (بما فيهم داش، ومايربير وجوتفريد فيبر، جانسباشر ودانزي وبرينر ونفسه وبدأ يعمل على رواية لم يكملها أبدا وتشمل أعماله إكمال كونشرتو البيانو والأول وستة سوناتا للكمان والبيانو عمل رقم 99-104 أيضا بدأا العمل في مسرحية أبو حسان رقم 106.
في 14 فبراير 1811 غادر فيبر دارمستاد في جولة حفلات، بما في ذلك بامبرج (حيث التقى إي تي إيه هوفمان)، ووصل إلى ميونيخ في 14 مارس. هناك منح الفرصة لإقامة حفل، شاركه مع صديق التقاه في دارمستاد، عازف الكلارينيت هاينريش بارمان: ضمن أعماله، كونشرتينو الكلارنيت الجديد مصنف رقم 109 لاقى استقبالا جيدا، حتى أن الملك في الحال فوضه بكتابة عملين كونشرتو الكلارنيت من نطاق كامل لعملين رقم 114 و118، وحاصرت الأوركسترا فيبر لأعمال كونشرتات أخرى، كتب لها واحد فقط للباصون رقم 127. نجاح «أبو حسان» في 4 يونيو أقنعه مجددا لوظيفته كمؤلف أوبرا. رغم نجاح موسيقاه في ميونيخ، شعر بالسرور بدلا من الرضا عن الجولة الاجتماعية دون عزاء لخسارة أصدقائه في مانهايم بسلسلة من علاقات غرامية، رفض المؤلف القلق عرض وظيفة قائد الفرقة في ويسبادن وسافر إلى سويسرا.
تم التعرف عليه مع عبور منطقة فرتمبرج، ألقى القبض عليه وسجن، لكن بعد وقت قصير أطلق سراحه ومضى إلى سبيله. أعطى حفلات في عدة بلدان سويسرية، وخطط كتاب دليل للموسيقيين المتجولين. كما قضى وقتا كبيرا في السير، فاستوعب انطباعات الطبيعة التي نقلها لأصدقائه في الرسائل، قبل العودة لميونيخ. بسرعة زاد عدم رضاه عن حياته هناك مرة أخرى، خطط جولة حفلات مع بارمان، وشرعا في السفر في 1 ديسمبر. بعد عدة أيام، وصلا لبراج، حيث نجحت حفلاتهم، واتصل فيبر بمدير الاوبرا يوهان ليبيخ. سافرا عبر درسدن ولايبزيغ إلى جوتا، حيث طلب الدوق المتحمس لكن غريب الأطوار الكثير من فيبر، ثم إلى فايمر، حيث عقد لقاء جافا مع غوته، ولقاء ودي مع ويلاد، ولقاء مثمر مع بيوس ألكسندر وولف كاتب «بريكيوسا». في 20 فبراير وصلا إلى برلين.
في المناخ الثقافي التنافسي لبرلين، وجد فيبر تناقضا كبيرا من الولايات الإقطاعية الرجعية التي اعتاد عليها. نجح في إنتاج «سيلفانا» في مسرح البلاط الملكي، وفي 10 يوليو حقق عرضه نجاحا؛
كتب للجمعية الكورالية عدد من الكوراس لصوت الذكور يعكس الوطنية والطموح القومي ثم التعبير عنه صراحة في المدينة. كما قام بصداقات جديدة قيمة، خاصة هنريش لختنشتاين، أستاذ علم الحيوان الذي سرعان ما تعرف على النكهة العاطفية الجديدة في موسيقى فيبر واتصالها بجو الحركة القومية الناشئة، وكونت كارل فون برول، مدير الأوبرا. موسيقاه في هذه المرحلة تشمل سوناتا البيانو الأولى عمل رقم 138.
بعد إدراك قيمة بقائه في برلين، لكن مع البحث عن استقرار أكبر في مشواره الفني، سافر فيبر في نهاية أغسطس، فزار جوتة ووايمار. في أكتوبر واصل العمل في كونشرتو البيانو الثاني عمل رقم 155، الذي كتب الروندو فيه الخريف السابق، وعزفه في جوتا في 17 ديسمبر. عبر وايمار ولايبزج، وصل إلى براج في 12 يناير 1813.

### براج
عرف فيبر في براج أخبار أن «وينزل مولر» استقال من الأوبرا، وأنه عرض عليه الوظيفة. في أول الأمر كان متواني عن القبول، اقتنع جزئيا من حماس ليبيخ وأعضاء آخرين من المؤسسة الأوبرالية، أيضا بفرصة تسوية ديونه في شتوتغارت أخيرا. أيضا يوجد تحدي عمل شيء من دار أوبرا عانى تراجع في الحرب، ولعلم ذلك، بتعاقد مدته ثلاثة أعوام، في ظروف أكثر استقرارا من هذه في الحياة الحالية.
انهمك في عمله في المسرح حتى لم يجد وقتا كبيرا للتأليف أثناء باقي 1813. كان ينوي بناء الفرقة الألمانية، قام بجولة تدريب إلى فيينا (توقع رسالة من زوجته المستقبلية، كارولين براند، فطلب وظيفة). في فيينا، عقد مسابقات، وعين ضمن فنانين آخرين عازف الكمان فرانز كليمنت (الذي أهدى إليه كونشرتو الكمان لبيتهوفن) كعازف أول، كما قدم الحفل بنفسه. بالعودة إلى براج، بعد تعافيه من مرض بدأ أثنائه المعاناة أهدى إليه كونشرتو الكمان لبيتهوفن) كعازف أول، كما قدم الحفل بنفسه. بالعودة لبراج، بعد تعافيه من مرض بدأ اثناء المعاناة من آلام في الصدر، شرع في إعادة تنظيم النظام بالكامل في المسرح. تناوله النمطي والشامل لعرض الأوبرا امتد لأحوال وتفاصيل التعيين لكل عضو من الموظفين، ولإعادة تنظيم المكتبة وأيضا مراجعة جداول البروفات، حيث عقد مناقشات مع عمال طلاء المناظر في المسرح والمسئولين عن الملابس، وبدأ بشكل من المطربين الجدد نواة الفرقة. كان طبيعي أن يوجد استياء؛ وحين عبر عن ذلك في حضوره باللغة التشيكية، شرع يتعلم اللغة. الجدل الذي سببه لم يهدأ من العلاقة العاصفة مع تريز برونيتي، التي عاملته ببغض، لكن وجد صعب الفراق عنها، في وحدته ومرضه.

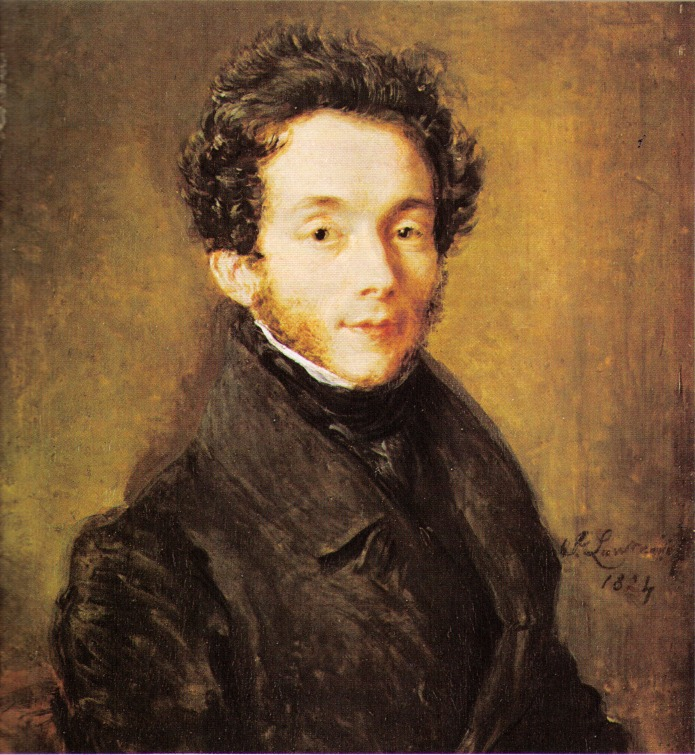
كارل ماريا فون فيبر سنة 1814

في 12 أغسطس الفرقة الجديدة بدأت البروفات مع «فردناند كورتيز» لسبونتيني. إجمالا مثلما في دفتره والسجلات، كان مقرر أن يقدم فيبر 62 أوبرا بأكثر من نصف المؤلفين الموسيقيين أثناء سنواته في براج. أول الأوبرات كانت تقريبا بشكل حصري فرنسية أساسا لسبونتيني وشيروبيني وبولديو ودليراك ولاحقا أيضا جرين وكاتل وميهول، حيث عرف أنه هناك وليس في التاريخ المسرحي المحدود الموسيقي الألماني، أن نجد مثال الأوبرا الرومانسية. بالكاد نجد أوبرا في كل برامج حفلاته ليست بشكل ما متصلة بنواياه لتطوير أوبرا ألمانية رومانسية، وفي الكثير منها توجد أمثلة معينة لأوبراته الخاصة.
في 11 ديسمبر 1813 وصلت كارولين براند، ظهرت في أول مرة في الدور الرئيسي ل«سندريلا» لإروارد في يوم العام الجديد. كان دور ناسب موهبتها، وحقق لها شعبية في براج وغيرة تريز برونيستي التي افترق عنها فيبر بصعوبة. لعرضه الخيري في 15 يناير عرض «دون جيوفاني» مع كارولين في دور زيرلينا، قلقه من حادث بسيط على المسرح أصابها قرب بينهما. في يوليو بعد التعب من إجهاد الموسم الأول، سافر لمنتجع ليستعيد صحته؛ في نهاية الشهر سافر لبرلين، حيث شارك بحماس في احتفالات النصر وتأمل ضمن عدة مشاريع ممكنة للأوبرا «تانهاوزر» لنص لبرنتانو: بعد إنتاج فاشل لسيلفانا في 5 سبتمبر، غادر إلى جوتا، حيث كتب بعض أغنيات «القيثارة والسيف»، عائدا دون رغبة إلى براج قبل انتهاء إجازته تحت ضغط من ليبيتي لإنقاذ المعايير المتدهورة للفرقة. إحساسه بالقلق زاد من عرض تلقاه من أوبرا برلين (وظيفة فكر فيها بجدية، لكن ذهب في النهاية إلى أندرياس رومبرج) ولتردد كارولين بشأن قبول عرضه للزواج. أيضا خاب امله بمرارة حين كان الجمهور الذي اهتم به وبدأ يحترمه فشل في تقدير إنتاجه لأوبرا فيدليو في نوفمبر. مع ذلك، مارس التالي حقق نجاحا ماليا مع عرضه الخيري لعمل «مدرسة العشاق»، وضمن نشاط كثير آخر كتب بعض مقطوعات للعازفين الماهرين الزائرين، وعازف الكلارنيت هرمستيد وعازفي الفلوت الأب والابن كاسبار وأنطون فورستناو، وأيضا أفضل مجموعة تنويعات للبيانو على أغنية روسية «مينكا الجميلة» عمل رقم 179.
جوانب أخرى بما في ذلك الوصول المفاجئ لأخيه غير الشقيق الصعب فريدولين والغيرة المتجددة من كارولين أدت بفيبر ترقب عطلته السنوية وشرع إلى ميونيخ في 6 يونيو 1815. افترق عن كارولين في حالة سيئة، لكن سرعان ما تراسلا بشكل دافئ؛ كشفت رسائل فيبر عن عمق اليأس عن موهبته وغرضه كفنان لم يكشف عنه لأي شخص آخر. ذهب للكنيسة لصلاة الشكر لووترلو، التقى مع ولبروك ومعا خططا لكنتاتا «القتال والنصر» عمل رقم 190. رغم نجاحه الكبير في حفلاته وشعبيته مع أصدقائه، لم يكن سعيدا لما يبدو انفصال عن كارولين (رسائلها فقدت). بدأ يكتب Grand Duo concertant (الكونشرتو المزدوج الكبير) عمل رقم 204، ولروخ راجع كونشرتينو للهورن عمل رقم 188. في أوائل سبتمبر عاد إلى براج.
رغم القلق بشأن كارولين، ارتاح فيبر بالعودة، وشعر بالإثارة لتجديد الحماس للتأليف، وبالتالي إيمانه في نفسه، اشتغل مرة أخرى من عمل «القتال والنصر». فقط عدة أعمال غير هامة، أساسا اغنيات للعرض على المسرح، قاطع عمله في الكنتاتا. أيضا فكر في الفوز بجمهور براج لبرنامجه بكتابة مقالات تقديم في الصحف: أول هذه المقالات، عن عمل مايربير «الزائر والمضيف»، ظهر في أكتوبر، وفيه بعض أهم ملاحظاته عن الأوبرا. كما كتب مقدمة كاملة عن «القتال والنصر»، لينبه إلى مزيج السرد، والتمثيل والتامل بشكل شبه درامي. العمل لاقى استقبالا جيدا من جمهور صغير في 22 ديسمبر (عاصفة أبقت الكثير في المنزل). هذا النجاح والصلح مع كارولين في الخريف لم يضعف تصميمه على مغادرة براج. وأقل من ذلك رسالة من مدراء الأوبرا إلى ليبيخ يشكو من تراجع وضع الأوبرا، الذي أجاب عليها فيبر يدافع عن نفسه بكرامة، مؤكدا على أهمية المجموعة وتطوير التقليد الألماني في الأوبرا. مع المعاناة من العرج واحتقان في الحلق في شتاء براج الرطب، استضافته والدة كارولين في منزلها. في عيد الفصح أرسل استقالته، التي سرى مفعولها من الخريف.
في 5 يونيو 1816، غادر فيبر إلى برلين مرة أخرى، مرورا عبر درسدن، حيث التقى بالكونت الملكي هاينريش فتزثوم وقدم له علبة نشوق اعترافا بالنوتة الموسيقية لعمل «القتال والنصر». حفلاته في برلين لم يحضرها الكثير، غادر في 9 يوليو فزار لايبزج، حيث رفض عرض الأوبرا بداعي عدم الرغبة ليلزم نفسه بالمؤسسات الخاصة مرة أخرى، وواصل السفر إلى كارلسباد، ربما للعلاج لكن أيضا ليجدد نقاشه مع فيتزثوم، عين حديثا مدير في درسدن. عاد إلى براج في 18 يوليو ليجد ليبش طريح الفراش وشئون الأوبرا مرة أخرى في فوضى. بذل أفضل جهده ليسويها وشئون الوثائق لخليفته، ثم أرسل إلى ليبش استقالته النهائية. ودعته الفرقة إلى برلين، مع كارولين ووالدتها في 7 أكتوبر.
كان الترحاب الذي منح لفيبر الذي ساعد في إزالة آخر شكوك كارولين في قبوله؛ حيث أن ضمن أسبابها للتردد التزامها بمنتها، التي لم تكن تتطور بسرعة وشكوكها في مهنته التي كنت تتطور بوضوح. أعلن خطبته لها في يوم كسوف الشمس الكامل، التي سطعت ثانية لتضيء المشهد بجزء من توقيت درامي ربما خططه فيبر وبالتأكيد لم يغب عن ذهنه. حين سافرت كارولين في 20 نوفمبر لتحقق التزاماتها في درسدن، استقر برضا للعمل في التاليف. الكثير من أفضل اغانيه ترجع لهذه الفترة بما في ذلك واحدة من اوائل المجموعات التي يمكن بشكل مناسب تمسيتها مجموعة،
«أربعة أمزجة عن خسارة حبيب» عمل رقم 200-203. كما أكمل «كونشرتو مزدوج كبير» وعملين آخرين لسوناتا البيانو رقم 2 في مقام لا بيمول عمل رقم 199 ورقم 3 في مقام ري الصغير عمل رقم 206. المفاوضات مع فتزثوم كانت تتقدم خلال الخريف وفي صباح الكريسماس تلقى رسالة رسمية تعينه قائد فرقة ساكسونيا الملكية.

### درسدن
التقاليد الاوبرالية للمدينة كانت إيطالية، مع أوبرا جادة كانت تدعمها البلاط، والمؤلفون والمطربون الموسيقيون الإيطاليون شغلوا المناصب الاساسية في اوبرا البلاط. كان في الغالب من أجل إعطاء ساكسونيا وضع فني مشرف في ألمانيا الجديدة، حين عانت العار السياسية والعسكري في الحرب، أن تمنى فيتزثوم تطوير الاوبرا الألمانية؛ فاتجه لفيبر كأفضل رجل للغرض. بصعوبة، تفاوض على تعيين فيبر مدير موسيقي؛ وفي 13 يناير 1817 وصل فيبر إلى درسدن، غير مدرك أن هذه الوظيفة أقل من قائد الفرقة الملكية، وهي وظيفة شغلها مورلاتشي. حين علم بعد عدة أيام أن هذا يعتبره ويعتبر الأوبرا الألمانية أقل من مورلاتشي والأوبرا الإيطالية، استقال؛ لكن هذه الخطوة سمحت لفتزثوم الماهر الحصول على وظيفتين إلى جانب مكانة مساوية في وضع البلاط. بالطبع لا يمكن تهدئة المنافسة مع مورلاتشي، التي استمرت مع درجات مختلفة من المرارة خلال حياة فيبر.

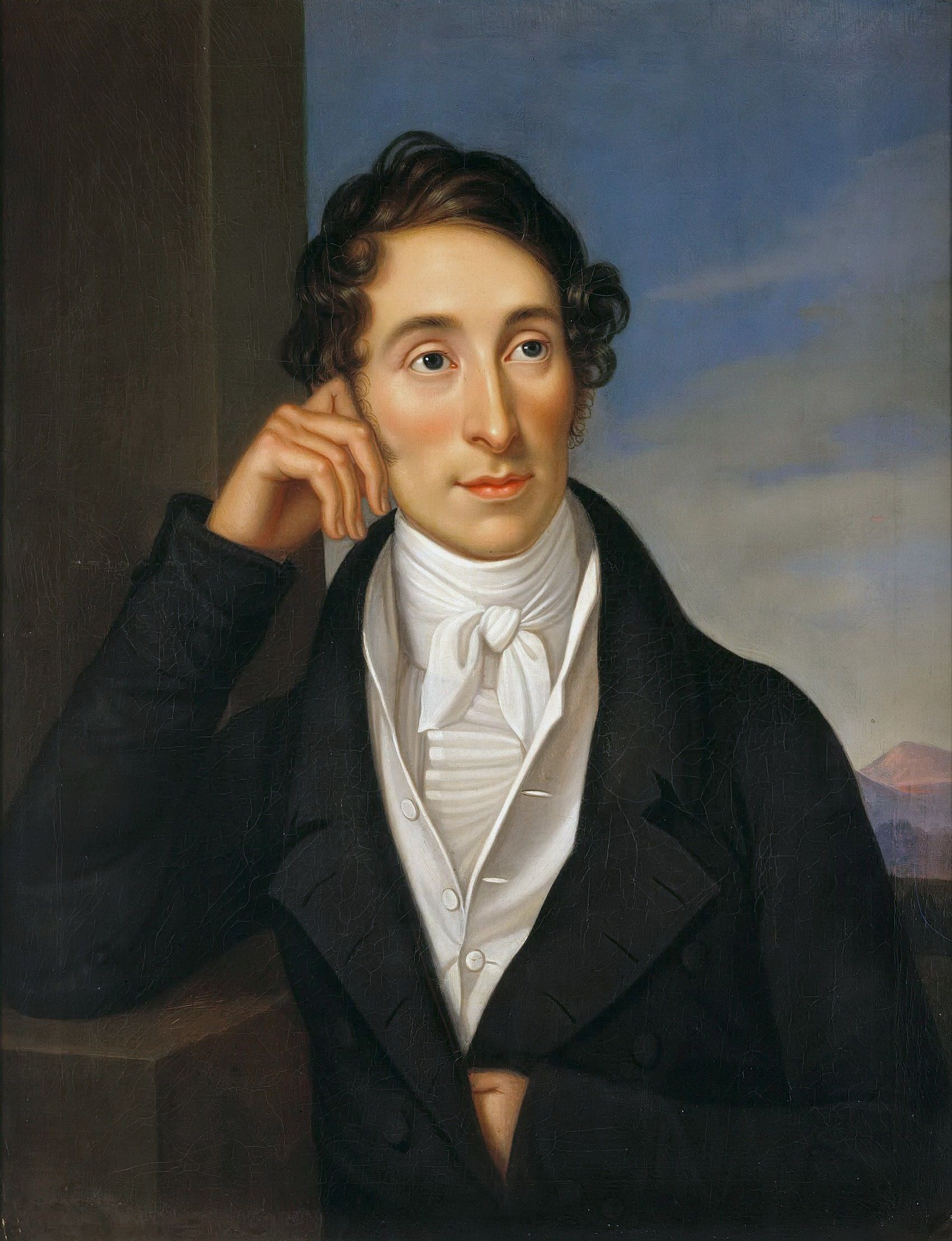
كارل ماريا فون فيبر بريشة كارولين باردوا، 1821

شرع فيبر في تأسيس الأوبرا الألمانية بعمقه المعتاد في كل قسم مسرحي. كانت الموارد ضئيلة: فمثلا، الكوراس الذي وضع عليه أهمية كبيرة كان قليل العدد (فقط 32 في سبتمبر) وغير مدرب دراميا. امتدت إصلاحاته للمناظر والإضاءة، ولاحقا لإدخال نظام جديد من جداول البروفات التي تشمل قراءات للنص: مثلما في براج، كانت نيته العمل نحو توحيد الفن الذي اعتبره إسهام ألماني غريب للأوبرا. برنامج الحفلات كان أيضا مطوع، مثلما في براج، نحو تطوير الأوبرا الرومانسية. في 30 يناير افتتح بأوبرا ميهول «جوزيف»، أتبعها بإنتاجين أقل نجاحا قبل زيارة براج للتعيين من الفرقة المعسرة الآن هناك. المصاعب في إقامة أسلوب حياة مع القسم الإيطالي في درسدن زاد كثيرا حتى أنه قبل عرض من برلين، حين حدث هذا بعد حرق مسرح برلين استخدم فيتزثوم المناسبة لتحسين وضع فيبر في درسدن مع تعيين دائم له. في أحد الاجتماعات الأدبية الذي كان سمة من حياة درسدن، التقى فيبر مع فريدريش كايند، الذي أحيى معه فكرة أوبرا تعتمد على الفرايشوتز، لكن لم يملك وقتا كبيرا للتأليف بعيدا عن التفويض الرسمي بما في ذلك موسيقى لمسرحية «بستان العنب على النهر» عمل رقم 222، حيث ظهر فاغنر الذي بلغ عمره 4 سنوات في دور ملاك. في 4 نوفمبر 1817، في براج تزوج كارولين.
كان مطلوب منه تعيين مطربتين للأوبرا الألمانية، قضى فيبر وزوجته شهر العسل في السفر؛ لتغطية نفقاتهم قدموا حفلات. لدى عودته جدد فيبر جهوده، ضد معارضة من البلاط ومن الإيطاليين، لتحسين الأوضاع لتقديم أوبرا، آخر الأمر حقق الطريق لإعادة تحسين الأوركسترا، كما كتب missa sancta في مقام مي بيمول عمل رقم 224 وبدأ العمل في الفرايشوتز عمل رقم 227. بعد إقامة بسعادة مع كارولين، قضى إقامة صيف خارج المدينة في هوسترفيتز حين ضمن أعمال أخرى كثيرة، كتب بعض أعمال موسيقية طلبها منه الملك. عاد المدينة في نهاية أغسطس 1818، حيث شعر بالإرهاق من عمل الصيف ومع أعراض الالتهاب الرئوي ظهرت باقي السنة شغلها في العمل في المسرح وفي كتابة missa sancta في مقام صول عمل رقم 251. في 22 ديسمبر، ولدت لهم ابنة، لتموت في نهاية مارس، حين كان فيبر نفسه مريض بشدة. تم تكليفه بكتابة أوبرا، خطط فيبر «ألسيندور» مع كايند، لكن حين ألغي هذا في نهاية يونيو 1819 اتجه للمقطوعات الآلية. للصيف انتمى الروندو المتألق، عمل رقم 252، و«الثلاثية للفلوت والتشيللو والبيانو» عمل رقم 259، و«دعوة إلى الرقص» عمل رقم 260 والبولكا المتألقة، عمل رقم 268، إضافة إلى حركتين من سوناتا الباينو الرابعة وأجزاء من الفرايشوتز. زواره تضمنوا مارشنر في هوسترفتز وشبور في درسدن؛ وبحلول 6 ديسمبر تمكن من الكتابة إلى برول في برلين أن الأوبرا الجديدة ستستعد في مارس لافتتاح أحد المسارح. العلاقات تحسنت مع مورلاتشي، فقط لتتدهور بعد مقال غير حذر لفيبر ينعى الاتجاه الإيطالي لمايربير. في 13 مايو 1820 انتهى من الفرايشوتز، إلا للآريا الثانية لأنشين التي أضيفت في العام التالي.
قبل إكمال الأوبرا كان فيبر بالفعل لديه خطط للموسيقى التصويرية لعمل «ولف» «بريسيوزا» وأوبرا كوميك «الخيول الثلاثة»، مع ليبريتو لتيودو هيل؛ وليجد ظروف أكثر راحة لتلحينها، أخذ منزل في كوسيلز جارتن، اقرب للبلدة من هوسترفيتز. موسيقى «برسيوزا» عمل رقم 279 انتهى منه في 15 يوليو وبدأ في «الخيول الثلاثة». مع مجيء أخبار من برلين لتأجيل الفرايشوتز، قام بجولة حفلات لألمانيا الشمالية، حيث توقف في لايبزج وهاله وجوتنجين وهانوفر وبريمن وبلدان أخرى. بعد زيارة إيتون سافر إلى كيل وعبر إلى الدانمارك، حيث تضمنت حفلاته الناجحة الجلسة الأولى لافتتاحية الفرايشوتز. بالعودة إلى درسدن في 4 نوفمبر، كرس باقي العام أساسا في المسرح والعمل المتجدد في رواية «حياة فنان موسيقي».
في العام الجديد 1821، قبل طالب يدعى يوليوس بنيدكت. وفي 14 مارس حققت برسيوزا مع موسيقى فيبر عرض أول ناجح في برلين، وأوائل مايو، بدأ إجازة شهرين، سافر هو وكارولين إلى برلين، فوصل إلى منزل بيرز في اليوم الرابع. أخذ معه اسكتشات لكونشرتو البيانو مقام فا الصغير الذي أصبح آخر الأمر مقطوعة كونشرتو من حركة واحدة عمل رقم 282 انتهى يوم العرض الأول لفرايشوتز في 18 يونيو.
في برلين مثلما في درسدن، وجد فيبر نفسه منتخب مناصر قضية الأوبرا الألمانية. مع ذلك، هنا مثل الجانب الآخر مثله أوبرا البلاط الواضحة لفردريش فيلهلم الثالث كما فرض أوبرات سبونتيني. العرض الأول ل«أولمبيا» في 14 مارس كان لامعا؛ كان عرض الفراشوتز ناجحا في برلين وسريعا في كل أنحاء ألمانيا، فبهذه الطريقة الجديدة للأوبرا التي تعتمد على الفلكلور الألماني والحياة الريفية، وفي مصطلحاتها قريبة من حدود الأغنية الشعبية الألمانية، شعرت الأمة أنها وجدت صوتها الموسيقي. رغم أن الفرايشوتز لم يكن دون خصوم، بما في ذلك مثل شبور مع التزامه للاوبرا الألمانية، صارت في الحال شائعة في كل أنحاء أوروبا، لم يتم إقبال على أي اوبرا ألمانية أخرى بهذا الشكل والسرعة.
رغم حرصه على عدم تعقيد الوضع بينه وبين سبونتين، وهو ليس من صنعه، وجد فيبر نفسه يلقى معاملة جنرال قاهر مثلما كتب سبيتا، «النجاح السريع لعمل فيبر قد لا يضاهي «أولمبيا»، لكن سرعان ما اتضح أن الأثر الرئيسي للعمل الأخير كان الذهول، في حين الأول جعل نبض الألمان يخفق». في 30 يونيو مع النجاح يدوي في آذانه، عاد فيبر لدرسدن عقب نجاحه في برلين بعمل كونشرتو من حركة واحدة. لكن الحكايات من برلين لم تسهل مساره لدرسدن، حيث ظل عرضة للقيود والإزعاج المعتاد. الفرايشوتز أزيلت من المسرح بسبب المقالب؛ وحيث رفض السماح له بإنتاج «الخيول الثلاثة»، أصيب فيبر بالنزيف في المخ لأول مرة.
في 11 نوفمبر تلقى رسالة من باربايا، مستأجرة مسرح «بوابة كارينثيا»، فطلبت أوبرا لموسم 1822-1823. كان العرض لأوبرا «على غرار الفرايشوتز»؛ لكن صمم على الإجابة على النقاد باوبرا كبيرة تمثل تقدم وليس مجرد تكرار، عاد إلى هيلمينا فون شيزي، شاعرة رومانسية مغمورة تقيم بدرسدن، ووافق على اقتراحها بعمل «يورانث» العمل في «الخيول الثلاثة» تأجل مرة أخرى حيث كان مقرر عرض الفرايشوتز الآن في العام الجديد وواحد من أوبرات فيبر كان معتقد أنه يكفي لدرسدن؛ قضى باقي العام يهتم بالتزامات مورلاتشي إلى جانب التزاماته، مع العمل في خطة لتذاكر الاشتراك، والاهتمام بكارولين، التي أجهضت عام 1820، خلال آخر حمل لها.
إنتاج درسدن للفراشوتز في 26 يناير 1822 كان ناجحا؛ بعد اسبوعين رحل فيبر إلى فيينا خلال براج حيث مسع هنرييت سونتاج: رغم الاكتئاب بسبب إنتاج فيينا للفرايشوتز، كان معجب بفلهلماين شرويدر عندما أدت دور اجاثا في المسرحية. التقى بشوبرت وحاول علاج قطيعة بينه وبين سالييري، كان مريضا ورغم أنه قاد الفرايشوتز عند التماس من شرودر، النجاح نفسه جعله يخشى على «يورانث» بالمقارنة. عاد إلى درسدن في 26 فبراير، حيث أجبر على مواصلة العمل نيابة عن مورلاتشي الغائب وايضا فرقته، وأيضا لانتقال سكنه من ألتاركت إلى جاليستراس. في 25 أبريل ولد أول أبناءه (الذي أصبح كاتب سيرته) ماكس ماريا.

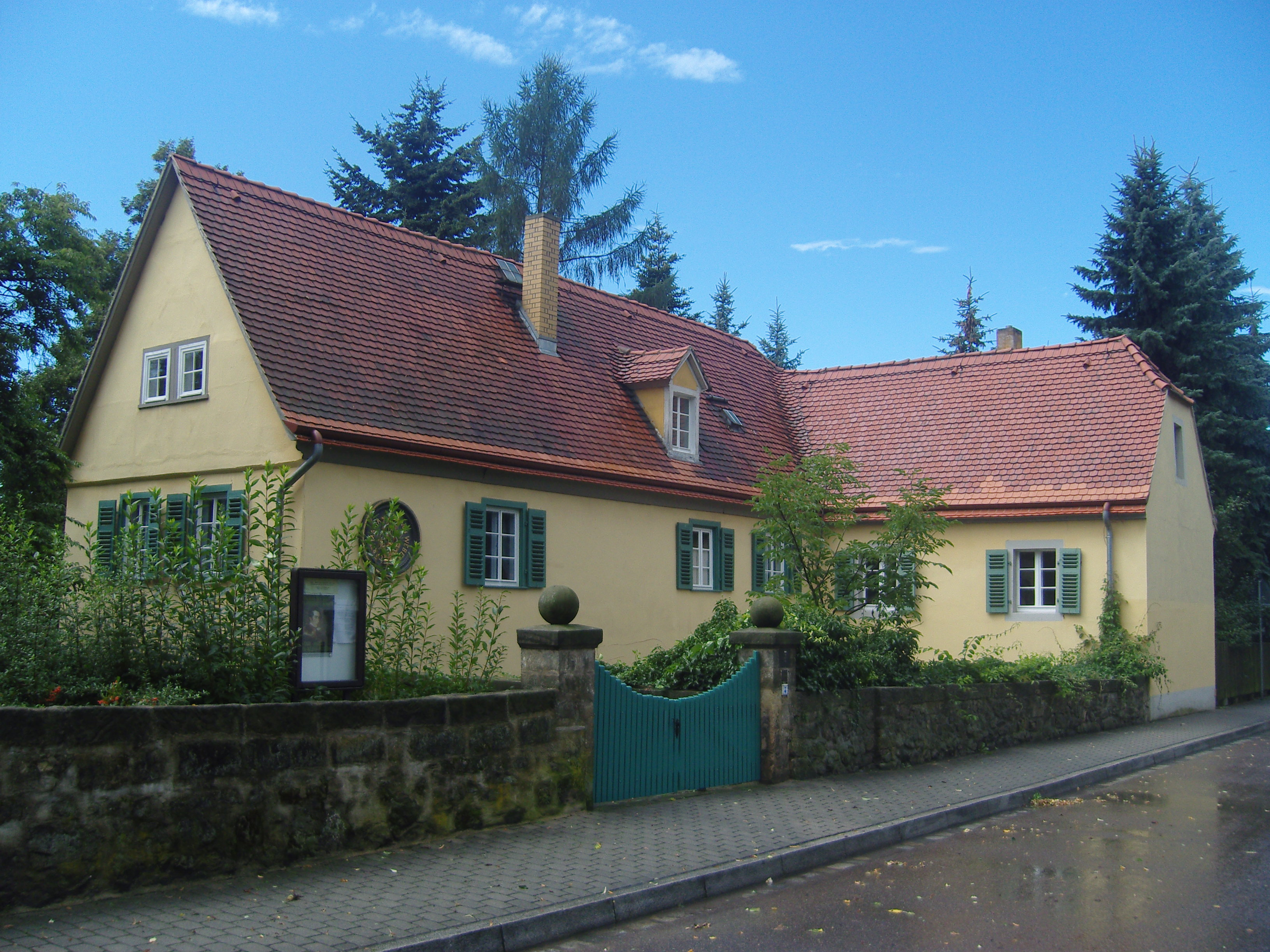
متحف كارل ماريا فون فيبر في هوسترفيز

في 15 مايو تمكن فيبر من نقل أسرته إلى هوسترفيز، وهناك بدأ تأليف يورانث عمل رقم 291. كانت هناك مقاطعات لعمله من الزوار، بما فيهم ينك وجان بول وفلهيلم مولر الذي أهداه مجلد به قصائد الطحانة الحسناء وأغاني الشتاء (وهي أسماء مجموعة الاغاني الرفيعة التي كتبها شوبرت) وسبونتيني الذي جاء بنية صداقة واضحة لكن اسلوبه المتعالي الذي اشتهر به ازعج فيبر. كانت معنويات فيبر التي انخفضت بسبب المرض لم تتحسن من الاستقبال الفاتر لعمل برسيوزا في 27 يوليو؛ أكمل سوناتا البيانو الرابعة عمل رقم 287، سجل خلفيتها طالبه بندكيت. في الخريف استغرق مرة أخرى في عمل مسرحي (حيث عاد مورلاتشي من عطلة خمسة أشهر لكنه لم يكن نشط بعد) وبعض الأعمال الموسيقية القليلة.
مع العام الجديد في 1823 أصبح عمله في يوارنت أكثر كثافة، ومع انزعج فيبر من مستوى الجودة المنخفض للمادة التشيكية. لكنه رفض التخلي عن العمل، وطلب وأسهم في الكثير من المراجعات للنص. قاد «أبو حسان» في 10 مارس وفديليو في 29 أبريل، وهو عرض وضعت فيه شرودر التي اشتهرت لاحقا في دور ليونور. مطالب كثيرة أخرى أبعدته عن إكمال العمل في يوارنت، وطلب مساعد في جانسباشر، هذا الاقتراح تم وآخر الأمر عين مارشنر. كان هناك عرض آخر للفرايشوتز، مع شرويدر وزوج أختها المستقبلي إميل دفريه في دور كاسبار، في 8 مايو قبل أن يتمكن فيبر من السفر إلى هوسترفتز، هناك ليكمل يورانت عمل من ست إلى ثماني ساعات في اليوم، فإنها الاسكتشات في 8 أغسطس والأوبرا بأكملها، إلا عدا الافتتاحية في يوم 29.
في 16 سبتمبر سافر فيبر إلى فيينا مع جولياس بنيدكت. وصل ليجد المدينة تتفاعل ضد موسيقاه بعد عدة أعمال ساخرة تحاكي فرايشوتز، وعند ذروة حماس لروسيني (الذي وجد نفسه يشارك فيها رغم كل تحيزه). أقنع هلزيين سونتاج بقبول دور البطولة في يوريانت، واتفق على باقي الممثلين؛ كما وجد أن بإمكانه أن يعتمد على تأييد عدة فصائل في المدينة. في 5 أكتوبر خرج إلى بادن ليزور بيتهوفن. بروفات يوريانت، التي بدأت في يوم 3 جرت بشكل جيد: أول الأمر ارتبك الممثلون من الابتكار في العمل، لكن بعد ذلك تحمسوا ومدوا طوعا بروفاتهم. شوبرت الذي حضر بعضها لم ينبهر كثير، رغم أنه قام لاحقا بتلحين الموسيقى التصويرية لمسرحية «روزامند» للمؤلف هيلمينا فون تشيزي. العرض الأول في 25 أكتوبر لاقى استقبالا جيدا بشكل معقول؛ وكانت ردود الفعل المهنية والنقدية مختلطة، وبعد مغادرة فيبر إلى درسدن في 5 نوفمبر، قل عدد الجماهير، رغم محاولة المايسترو الجديد كونرادن كرويتزر، جعل العمل الطويل شعبي باختصاره بشدة. بعد العرض العشرين سحب العمل.
حين وصل فيبر درسدن مرة أخرى، عبر براج، في 10 نوفمبر زادت خطورة مرضه: كان يشعر بالم مستمر، وعرجه كان أسوأ وكان يسعل بشدة. رغم أنه التزام بمهامه بانتظام، كان في سكوت إبداعي: بين إكمال يوارنث وبدأ في «أوبيرون» على مدار 15 شهر لاحقا كتب أغنية فرنسية صغيرة فقط عمل رقم 292. في 31 مارس 1824 قاد يوارنث في درسدن، مع شرودر دفرينت؛ حقق العمل الناجح، لكن الجهد سبب مشاكل أخرى على صحته، مما زاد سوء سعاله وأجبره على التخلي عن سيره اليومي.
قضى معظم الصيف المبكر بهدوء في هوسترفتز، رغم أنه قاد «الفصول» لهايدن ولاحقا «المسيح» لهاندل لمئوية كلوبستوك في كيدلنبرج: شعر بالتأثر الشديد أثناء جملة «أَمَّا أَنَا فَقَدْ عَلِمْتُ أَنَّ وَلِيِّي حَيٌّ (سفر أيوب 19: 25)» حتى أنه توقف عن قيادة العمل. العلاج الذي تناوله في مارينباد لم يؤثر كثيرا على صحته التي تدهورت بسرعة؛ وبالعودة إلى درسدن، شرع في تقليل عمله، ولازمه أفكار عن الموت، فجمع أكبر قدر ممكن من المال. في 18 أغسطس تلقى رسالة من تشارلز كمبل، مدير كوفنت جاردن، مع عرض لكتابة أوبرا لموسم 1825 وليأتي لقيادة هذا العمل مع الفرايشوتز في مايو ويونيو ويوليو. حين اكتشف من طبيبه أنه يمكنه توقع العيش سنوات قليلة حتى لو قضى الوقت في الراحة في إيطاليا، قرر قبول عرض لندن لمستقبل أسرته. كمبل وقتها اقترح فاوست أو اوبيرون، بعد ترك فاوست لشبور اختار «أوبيرون» رغم أن المفاوضات مرت ببطء وبشكل متقطع، بدأ يتعلم الإنجليزية، فتلقى إجمالي 153 درس من ساكن إنجليزي في درسدن، وألم باللغة بشكل معقول.
لم يتلقَ قبل 30 ديسمبر 1824 ليبريتو الفصل الأول من أوبيرون (عمل رقم 306) من جميس روبنسون بلانشيه كاتب الليبرتو الذي اختاره كمبيل. قلق من عدم إمكانية إكمال العمل كله في الحال، حتى في الخط العام، كتب يطلب التأجيل حتى الموسم التالي. في 6 يناير 1825 ولد ابنه الثاني، وعمده باسم الكسندر. باقي نص أوبيرون وصل من بلانشيه في 1 فبراير، مما تسبب لفيبر بقلق كبير حين أدرك أن هذا الترفيه اختلف جذريا من فكرته الخاصة عن الأوبرا. لكن حيث أنه التزم بالمشروع، فقبل النص بنية أعادة تجهيزه لاحقا للمسرح الألماني. في هذا الوقت أيضا لحن بعض الأغنيات الشعبية الاسكتلندية (أعمال رقم 295-304) لناشر من إدنبره جورج تومسون. في الربيع استاجر منزل جديد في كوسلز جارتن، حيث قضى وقت قدر الإمكان منع أسرته (كان في هذا الوقت رسمت له لوحة زيتية لفرديناند شيمون) خضع للضغط الطبي، ذهب في وسط يوليو لعلاج في أمر، حيث زاره كمبل وسير جورج سمارت، واطمأن من الجانب التجاري من مشروع أوبيرون. عاد إلى درسدن في نهاية أغسطس.
كإيماءة إلى سبونتيني، ثم عرض فيبر أولمبيا لحفل زواج ملكي، حيث اسهم ببعض الموسيقى الخاصة به؛ وفي 19 سبتمبر، أثناء الاستعداد لهذا الإنتاج، واصل العمل في أوبيرون: أكمل الفصل الأول في 18 نوفمبر، والفصل الثاني عمليا في 3 ديسمبر. في 5 ديسمبر ذهب إلى برلين ليقود يوانث، مضيفا رقصة مزدوجة في 18 وقاد العرض في 23؛ ولسوء الحظ لم يتمكن من التواجد في المنزل للكريسماس. غادر إلى درسدن مرة أخرى في 29، حيث وصل ليجد أصدقائه متحدين وراء كارولين في المحاولة لمنعه من العودة إلى لندن. كان جوابه أنه إذا ذهب، سوف تجد أسرته من يعولها، في حين لو مكث كمعتل، سوف يتضورون جوعا. قضى يناير 1826 في الفصل الثالث من أوبيرون، وفي عمل ترتيبات الرحلة. سمارت استقبله بشكل مضياف، وأرسل تفاصيل واضحة لتساعده في الرحلة. اتخذ أنطون فورستناو رفيق له، شرع راكبا مركبة جديدة في 16 فبراير.

### لندن، والمرض الأخير

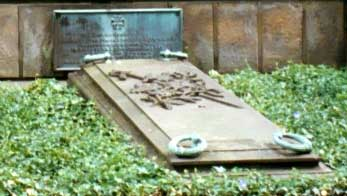
قبر فيبر في درسدن

خلال سلسلة من المراحل التي تضمنت توقف ليلتين في فرانكفورت وصل فيبر وفورستناو باريس في 25 فبراير. رغم أنه خطط البقاء متخفي جزئيا لتفادي مصاعب سرقة أعماله خاصة من كاستل بليز، زار أوبير وباير وكاتل وكيروبيني وروسيني، ضمن آخرين. حضر عدة اوبرات بما فيهم «أولمبيا»، وانبهر من «السيدة البيضاء» لبولديو حتى أنه أوصى بها في الحال بالكتابة إلى تيودور هيل. برليوز الذي قضى يوم كامل يبحث عنه لم يجده قط، لكنه قابل فيتيس، الذي اعتبر نظرياته عن المقامية مبهمة. في 4 مارس وصل مع فورستناو إلى لندن، حيث أقام في راحة بمنزل سمارت.
في 6 مارس زار كوفنت جاردن حيث لاقى استقبالا دافئا، واليوم التالي بدأ البروفات لحفلاته. في أولها يوم 8، نهض كل الجمهور لتحيته عند دخوله، ولاحقا لاقى استقبال متأزم. بدأ بروفات أوبيرون يوم 9، لم يكن فريق العمل منتظما، وتضمن التينور الشهير جون براهام، مطرب جيد تجاوز شهرته لكن ما زال جيدا. ليجعل العمل متفقا معه كتب فيبر بتواني «أوه هذا منظر يسر العين» ليحل محل «تدربت منذ الصبا» كما أضاف له «حاكم هذه الساعة الرهيبة» و«أفرح بالأمل والسرور». أثناء 16 بروفة لأوبيرون، رغم أنه أصبح ضعيفا، أيضا قدم أكبر قدر ممكن من الحفلات حتى يجني أكبر قدر من المال من زيارة لندن. تدل أفضل ما لديه ليحقق المطالب الكثيرة الموسيقية والاجتماعية، الموكلة له، بلياقة وشجاعة، لاقت إعجابا كبيرا. رغم أنه بالكاد تمكن من رفع كوب لفمه، ناهيك عن السير بمفرده دون مساعدة، حافظ على برنامجه من المشاغل، في الرسائل لوطنه لكارولين، مثلما لجمهوره، حيث ادعى أنه أقل مرض منه في الحقيقة التي كتبها في مذكراته.
في 12 أبريل، قاد فيبر العرض الأول لأوبيرون، رغم أن معظم التصفيق وجه إلى المناظر والتأثيرات التي لعبت دورا كبيرا في الترفيه الذي قدمه بلانشيه، هو نفسه منح شرفا غير مسبوقا لاستدعائه للمسرح في النهاية. رغم التدهور السريع لحالته، واصل تحقيق مشاغله؛ أخذه سمارت وأصدقاؤه في نزهات وأحاطوه بالرعاية بكل الطرق الممكنة، لكن الربيع البارد الذي يغطيه الضباب أدى إلى سرعة تدهوره. ألف جزئيا بالتملية لفورستناو، مراجعة لفرقة آلات النفخ عمل رقم 307 للمارش المبكر عمل رقم 13 من «6 مقطوعات صغيرة لثنائي البيانو»، وأخير عمل 308 الخط الصوتي لتحلين «مور» كان ضعيفا بدرجة لا تسمح له بكتابة جزء البيانو، مع ذل تمكن من عزفه في 26 مايو.
في هذا الوقت سيطرت عليه أفكار العودة للمنزل وأصر على السفر مباشرة (ليس كما اقترح في الأصل، خلال باريس) في 12 يونيو. في 29 مايو ظهر آخر مرة، في عرض خيري لأوبيرون بعد ذلك، وصل بصعوبة لمنزل سمارت، قدم تاريخ الرحيل إلى 6 يونيو. رفض التاجيل، أو السماح لأحد بالنوم معه في غرفته، وفقط وافق بتواني رؤية طبيب. في صباح 5 يونيو، حين لم يتمكن الخدم من سماع جواب، كسروا الباب ووجدوه ميتا. استدعى طبيب الساعة السابعة وقدر بأن الوفاة كانت منذ خمس أو ست ساعات.
في 17 يونيو أقيم حفل خيري لأسرة فيبر، وفي 21 يونيو دفن في إبرشية مورفيلدز وسط حداد عام كبير. في 1844 أعد خليفة فيبر في درسدن، ريتشارد فاجنر، لنقل التابوت لألمانيا. في 14 ديسمبر وصل إلى درسدن، وسلم إلى المدافن مع مصاحبة موسيقى فاجنر الجنائزية على لحن من يوارنث. اليوم التالي ألقى تيودور هيل وفاجنر خطب مع أداء مقطوعة «قبر فيبر» لفاجنر لكوراس الرجال.

## موسيقاه

### الفرايشوتز
بناء «الفرايشوتز» حيث تتصل الفقرات الموسيقية بالحوار الشفوي، مشتقة من النوع الجرماني للمسرح الموسيقي المعروف بالسنجشبيل، وأشهر مثال عليه هو أوبرا الناي السحري لموتسارت. مع ذلك، أوبرا فيبر تتقدم على سابقها في استخدامها للموتيفات المتكررة لتحقيق الاستمرار الموسيقي، بالأخص في استخدام آلات الهورن للتأكيد على لحن الصياد. أيضا في دمجها لعناصر ما وراء الطبيعة، والعناصر الفلكلورية والرعوية، الفرايشوتز تجمع بين بعض عناصر الرومانسية الألمانية السائدة للمرة الأولى في تاريخ الأوبرا.
بطل المقطوعة هو الصياد ماكس، الذي يقوم بتحالف مع قوى الظلام للحصول على بعض الرصاصات السحرية التي تسمح له بالفوز في مسابقة الصيد، وبالتالي يحصل على يد حبيبته أجاث. في قلب الأوبرا مشهد تصاغ فيه الرصاصات السحرية في وادي جبلي كئيب، هذا الاستحضار الموسيقي الرائع للشر هو أكثر إبداعات فيبر المبهرة، لكن سيطرته على التلوين الأوركسترالي يسيطر يظهر خلال الأوبرا لا سيما في استخدام الألحان التي تشبه الفلكلور للكورس.

### موسيقى الكلارنيت
في حين حقق فيبر الشهرة أساسا كمؤلف أوبرالي، تعتبر موسيقاه للكلارنيت تراث آخر هام. مثلما الحال مع موتسارت، استهلم فيبر بموسيقي معين، في هذه الحالة كان هاينريش بارمان، عازف الكلارنيت الرئيسي العبقري في أوركسترا بلاط ميونخ الذي كتب له كونشيرتينو وعملين كونشرتو ومجموعة تنويعات وخماسية وترية وعمل البيانو والكلارنيت يعرف بالكونشرتانته المزدوج الكبير. ورغم أن موسيقى الآلات لفيبر ماهرة خاصة في «كونشرتو الكلارنيت رقم 2»، ثمة أيضا بعض التغييرات الدرامية المذهلة في الأجواء. الحركة الثانية لكلا عملي الكونشرتو هي حلقات بطيئة توضح الطابع الصوتي للآلة لكن كل شيء في النهاية يخدم العرض.
«خماسية الكلارنيت» الساحرة تتبع نمط مختلف قليلا، حركتها الافتتاحية تتراوح ما بين لحظات التأمل والهوس. الفانتازيا البطيئة تتفق مع الطبيعة الغنائية لحركات فيبر البطيئة. ويليها منويت وخاتمة روندو إجبارية مصممة لتستعرض مجال الآلة. الدويتو العظيم جدير بالملاحظة لبريقه الأوبرالي والصعوبة الشديدة لدورين متوازنين. الحركة الأخيرة، على وجه الخصوص، معركة مثيرة للسيادة بين العازفين.

## روابط خارجية
- كارل ماريا فون فيبر على موقع IMDb (الإنجليزية)
- كارل ماريا فون فيبر على موقع الموسوعة البريطانية (الإنجليزية)
- كارل ماريا فون فيبر على موقع ميوزك برينز (الإنجليزية)
- كارل ماريا فون فيبر على موقع أول موفي (الإنجليزية)
- كارل ماريا فون فيبر على موقع قاعدة بيانات برودواي على الإنترنت (الإنجليزية)
- كارل ماريا فون فيبر على موقع قاعدة بيانات الأفلام السويدية (السويدية)
- كارل ماريا فون فيبر على موقع إن إن دي بي (الإنجليزية)
- كارل ماريا فون فيبر على موقع أول ميوزيك (الإنجليزية)
- كارل ماريا فون فيبر على موقع ديسكوغز (الإنجليزية)
- كارل ماريا فون فيبر على موقع قاعدة بيانات الفيلم (الإنجليزية)